# Y học Bệnh viện
Y học bệnh viện là một chuyên ngành y tế tồn tại ở một số quốc gia như một nhánh của nội khoa, có bổn phận chăm sóc các bệnh nhân nhập viện cấp tính. Các bác sĩ nội khoa có trọng tâm chuyên môn chính là chăm sóc bệnh nhân nhập viện chỉ trong thời gian họ ở trong bệnh viện. Loại hình ngành nghề này có nguồn gốc từ Hoa Kỳ,và đã mở rộng sang Úc và Canada. Đại đa số các bác sĩ tự coi mình thực hiện công việc chăm sóc cho các bệnh nhân nhập viện, nhưng không nhất thiết phải có chứng nhận hội đồng quản trị riêng trong y học.
Thuật ngữ y học bệnh viện được đề xuất đầu tiên bởi Robert Wachter và Lee Goldman trong một bài báo của Tạp chí Y học New England vào năm 1996. Phạm vi của y học bệnh viện bao gồm chăm sóc bệnh nhân cấp tính, giảng dạy, nghiên cứu và lãnh đạo điều hành liên quan đến việc cung cấp dịch vụ chăm sóc tại bệnh viện. Y học bệnh viện, cũng giống như y học cấp cứu, đều là một chuyên khoa được đào tạo chỉ trong một địa điểm chăm sóc cố định (như bệnh viện), chứ không phải trong một chuyên ngành cụ thể chuyên về một cơ quan trong cơ thể (như tim mạch), bệnh (như ung thư), hoặc xét trên độ tuổi của bệnh nhân (như khoa nhi). Sự xuất hiện của y học bệnh viện ở Hoa Kỳ có thể được so sánh và đối chiếu với sự phát triển song song của y học cấp tính ở Vương quốc Anh, phản ánh sự khác biệt của hệ thống y tế.

## Đào tạo
Bác sĩ tại bệnh viện là các bác sĩ có bằng Bác sĩ Y khoa (MD), Bác sĩ Y học nắn xương (DO) hoặc Cử nhân Y khoa / Cử nhân Phẫu thuật (MBBS / MBChB). Trái với quan niệm phổ biến, hầu hết các bác sĩ hành nghề tại các bệnh viện ở Hoa Kỳ đều thiếu chứng nhận của hội đồng quản trị trong y học bệnh viện. Mặc dù người ta thường tin rằng bất kỳ chương trình cư trú nào có thành phần bệnh nhân nội trú nặng đều được đào tạo tại bệnh viện tốt, song các nghiên cứu đã phát hiện ra rằng chỉ các bác sĩ nội trú nói chung là không đủ vì các vấn đề phổ biến của bệnh viện như thần kinh, chăm sóc bệnh nhân và chăm sóc giảm nhẹ, cần phải tư vấn và cải thiện chất lượng chăm sóc cao hơn.   Để giải quyết vấn đề này, các chương trình cư trú đang bắt đầu phát triển các ca bệnh viện với quy trình đào tạo phù hợp hơn. Một số trường đại học cũng đã bắt đầu các chương trình học bổng đặc biệt hướng đến chuyên ngành Y học bệnh viện.
Theo Khảo sát Y học Bệnh viện của Hiệp hội Quản lý Tập đoàn Y khoa và Hiệp hội Y khoa Bệnh viện, 89,60% bệnh nhân chuyên về nội khoa, 5,5% trong chuyên khoa nhi, 3,7% trong các hộ gia đình và 1,2% trong nhi khoa nội khoa. Dữ liệu từ cuộc khảo sát cũng báo cáo rằng 53,5% bệnh nhân được sử dụng bởi các bệnh viện / hệ thống phân phối tích hợp và 25,3% được sử dụng bởi các nhóm các bệnh viện độc lập.
Theo dữ liệu gần đây, có hơn 50.000 bác sĩ đang hành nghề tại khoảng 75% bệnh viện Hoa Kỳ, bao gồm tất cả các trung tâm y tế học thuật được xếp hạng cao.

## Tại châu Úc
Ở Úc, các bác sĩ hành nghề theo hướng đào tạo y học bệnh viện đều chỉ tới những bác sĩ y khoa nói chung với trọng tâm chính là cung cấp dịch vụ chăm sóc lâm sàng cho bệnh nhân trong bệnh viện; họ thường không có giai đoạn thực tập sinh trong sự nghiệp, nhưng đã quyết định chọn làm một sự lựa chọn nghề nghiệp có ý thức để không tham gia vào đào tạo chuyên gia dạy nghề để có được trình độ chuyên môn. Mặc dù không phải là bác sĩ chuyên khoa, những bác sĩ lâm sàng này dù sao cũng có kinh nghiệm trong nhiều năm hành nghề y, và tùy thuộc vào phạm vi hành nghề của họ, họ thường làm việc với một mức độ độc lập và tự chủ hợp lý dưới sự bảo trợ của các đồng nghiệp và giám sát viên chuyên môn. Các bệnh viện tạo thành một lực lượng nhân viên nhỏ nhưng quan trọng của các bác sĩ tại các bệnh viện trên khắp nước Úc nơi không có bảo hiểm chuyên khoa tại chỗ.
Bệnh viện thường được tuyển dụng trong nhiều môi trường bệnh viện công và tư trên cơ sở hợp đồng hoặc lương. Phụ thuộc vào nơi làm việc và nhiệm vụ của họ, trách nhiệm và chế độ đãi ngộ của các bệnh viện không chuyên khoa thường tương đương với một nơi nào đó giữa các nhà đăng ký và chuyên gia tư vấn. Mặc dù xu hướng phổ biến cho các bác sĩ lâm sàng là chuyên khoa hiện nay, các bác sĩ lâm sàng bệnh viện không chuyên khoa có một vai trò quan trọng trong việc đáp ứng sự thiếu hụt trong lực lượng y tế, đặc biệt là khi không có bảo hiểm chuyên khoa hoặc khả năng tiếp cận và khi có nhu cầu hoặc sau giờ làm việc chăm sóc y tế tại chỗ là bắt buộc. Những bác sĩ lâm sàng và làm việc trên khắp nước Úc trong nhiều môi trường bao gồm các phường y tế & phẫu thuật, các đơn vị chăm sóc đặc biệt và các khoa cấp cứu. Tuy nhiên, các bác sĩ lâm sàng làm việc chặt chẽ và liên tục tham khảo ý kiến với các chuyên gia tham dự có liên quan; đó là, trách nhiệm cuối cùng và chăm sóc cho bệnh nhân cuối cùng vẫn thuộc về chuyên gia tham dự.
Họ còn được gọi là: Cán bộ y tế nghề nghiệp (CMO), Cán bộ y tế cao cấp (SMO) và Cán bộ y tế đa kỹ năng (MMO).
Các bệnh viện được đại diện bởi Hiệp hội Y khoa Úc (AMA), Hiệp hội Cán bộ Y tế Nghề nghiệp Úc (ASCMO) và Liên đoàn Cán bộ Y tế Úc (AMSOF). Mặc dù là bác sĩ lâm sàng không chuyên khoa, họ vẫn được yêu cầu đáp ứng các yêu cầu phát triển chuyên môn liên tục và thường xuyên tham gia các khóa học được tạo điều kiện bởi các tổ chức và bệnh viện này để giữ cho thực hành và kỹ năng của họ được cập nhật cùng với các đồng nghiệp đã đăng ký chuyên gia.

## Tại Canada
Tại Canada, hiện tại không có chương trình cư trú chính thức chuyên về y học bệnh viện. Tuy nhiên, một số trường đại học, chẳng hạn như Đại học McGill ở Montreal, đã đưa ra các chương trình kỹ năng nâng cao y học gia đình và tập trung vào y học bệnh viện. Chương trình này, có sẵn cho các bác sĩ thực hành và các học viên theo y học gia đình, có thời gian sáu hoặc mười hai tháng. Mục tiêu chính của chương trình là chuẩn bị các bác sĩ y khoa đào tạo về thực hành gia đình để đảm nhận vai trò chăm sóc chung với các chuyên gia khác, chẳng hạn như bác sĩ tim mạch, bác sĩ thần kinh và bác sĩ thận, trong môi trường bệnh viện. Hơn nữa, chương trình chuẩn bị các bác sĩ gia đình bằng cách cung cấp cho họ một bộ kỹ năng cần thiết để chăm sóc bệnh nhân nhập viện với tình trạng phức tạp.

## Lịch sử
Y học bệnh viện là một hiện tượng tương đối mới trong y học Mỹ và là chuyên ngành phát triển nhanh nhất trong lịch sử y học. Gần như chưa từng nghe thấy về y học bbeejh viện trog khoảng thời gian trước đây, song loại thực hành này đã phát sinh từ ba sự thay đổi mạnh mẽ trong thực hành y tế:
- Gần như tất cả các tiểu bang, cũng như các tổ chức kiểm định cư trú quốc gia, Hội đồng Kiểm định Giáo dục Y khoa sau đại học (ACGME) và Hiệp hội nắn xương Hoa Kỳ (AOA), đã đặt ra những hạn chế về giờ làm việc của bác sĩ nội trú, số giờ mà thực tập sinh và bác sĩ nội trú có thể làm việc. Nhiều bệnh viện đang đến để thực hiện các nhiệm vụ tương tự trước đây được thực hiện bởi các cư dân; mặc dù điều này thường được gọi là một Cán bộ Nhà chứ không phải là một bệnh nhân.   Sự khác biệt cơ bản giữa bệnh nhân và nhân viên nhà là bệnh viện là bác sĩ của bệnh nhân trong khi bệnh nhân đó phải nhập viện. Nhân viên tại nhà thừa nhận bệnh nhân cho một bác sĩ khác đến và chăm sóc bệnh nhân đó cho đến khi bác sĩ tham gia có thể gặp bệnh nhân.
- Hầu hết các bác sĩ chăm sóc chính đang trải qua một vai trò thu hẹp trong việc chăm sóc bệnh nhân. Nhiều bác sĩ chăm sóc chính nhận thấy họ có thể tạo ra nhiều doanh thu hơn trong văn phòng trong giờ hoặc nhiều hơn họ đã chi cho các vòng điều trị nội trú, bao gồm cả việc đi đến và từ bệnh viện.

Ngoài nhiệm vụ chăm sóc bệnh nhân, các bác sĩ thường tham gia vào việc phát triển và quản lý các khía cạnh của hoạt động bệnh viện như quản lý số lượng bệnh nhân nội trú và cải thiện chất lượng công việc. Sự hình thành các tuyến đào tạo bệnh nhân trong các chương trình cư trú đã được thúc đẩy một phần bởi nhu cầu giáo dục các bệnh viện tương lai về các khía cạnh kinh doanh và hoạt động của y học, vì các chủ đề này không được đề cập trong cư trú truyền thống.[ cần dẫn nguồn ]

## Chứng nhận
Là một chuyên ngành tương đối mới, chỉ gần đây mới có chứng nhận về kinh nghiệm chuyên môn và đào tạo về y học bệnh viện được cung cấp. Hội đồng Y khoa Bệnh viện Hoa Kỳ (ABHM), Hội đồng Thành viên của Hội đồng Chuyên khoa Bác sĩ Hoa Kỳ (ABPS), được thành lập vào năm 2009. ABHM là hội đồng chứng nhận đầu tiên của Bắc Mỹ dành riêng cho y học bệnh viện. Vào tháng 9 năm 2009, Hội đồng Nội khoa Hoa Kỳ (ABIM) đã tạo ra một chương trình cung cấp cho các bác sĩ nội khoa nói chung thực hành tại bệnh viện cơ hội duy trì Chứng chỉ Nội khoa với Thực hành Tập trung trong Y học Bệnh viện (FPHM).

## Sáng kiến cải tạo chất lượng
Nghiên cứu cho thấy các bác sĩ đã có những sáng kiếngiảm thời gian nằm viện, chi phí điều trị và cải thiện hiệu quả chăm sóc chung cho bệnh nhân nằm viện. bệnh viện là các nhà lãnh đạo về một số sáng kiến cải tiến chất lượng trong các lĩnh vực quan trọng bao gồm chuyển tiếp chăm sóc, đồng quản lý bệnh nhân, giảm các bệnh mắc phải tại bệnh viện và tối ưu hóa việc chăm sóc bệnh nhân.

## Việc làm
Số lượng các vị trí bác sĩ có sẵn tăng theo cấp số nhân từ năm 2006 đến 2010 nhưng kể từ đó đã chững lại. Tuy nhiên, thị trường việc làm vẫn rất sôi động với một số bệnh viện duy trì mở cửa vĩnh viễn cho các ứng viên có khả năng. Mức lương thường rất cạnh tranh, trung bình gần 230.000 đô la mỗi năm cho các bệnh nhân trưởng thành.  Những người sẵn sàng làm việc ca đêm (xem nocturnists) thường được trả lương cao hơn so với đồng nghiệp làm việc vào ban ngày.

## Các thuật ngữ liên quan
Mặc dù y học bệnh viện là một lĩnh vực mới trong các ngành y học nói chung, song đã có những nỗ lực để phân loại và phát triển hơn trong lĩnh vực này.  Bác sĩ trực đêm chỉ một bác sĩ thường phải tiếp nhận công việc trực đêm, trả lời điện thoại tư vấn cho bệnh nhân cũng như nghe những phản hồi từ họ.   Bác sĩ hỗ trợ phẫu thuật là những người chủ yếu làm công việc hỗ trợ các ca phẫu thuật trong bệnh viện, chẳng hạn như đặt ống thông tĩnh mạch trung tâm, chọc dò tủy sống và đặt pariales. Bác sĩ phẫu thuật thần kinh chăm sóc cho bệnh nhân nhập viện có hoặc có nguy cơ mắc các vấn đề về thần kinh. Bác sĩ phẫu thuật là một bác sĩ phẫu thuật chuyên và tập trung vào chăm sóc phẫu thuật trong môi trường bệnh viện.
Các thuật ngữ khác có thể kể đến là: Bác sĩ thừa nhận chỉ thừa nhận bệnh nhân và không khứ hồi trên những cái đã thừa nhận, hoặc trả về bệnh nhân đã làm thủ tục nhập viện. Bác sĩ khứ hồi chỉ có thể chứng kiến những bệnh nhân đã nhập viện.